# 新浜 (市川市)
新浜（にいはま）は千葉県市川市にある地名。現行行政地名は新浜一丁目から新浜三丁目。郵便番号は272-0136。

## 地理
市川市南西部に位置する。居住可能地域は一丁目のみで、二丁目は宮内庁新浜鴨場、三丁目は野鳥の楽園となっている。住居表示は一丁目、二丁目のみに施行され、三丁目は全域が国有地(宮内庁新浜鴨場等)のため、地番は存在しない。
最寄り駅は東京メトロ東西線行徳駅。

## 世帯数と人口
2020年（令和2年）2月29日現在の世帯数と人口は以下の通りである。
| 丁目               | 世帯数    | 人口    |
| ------------------ | --------- | ------- |
| 新浜一丁目・二丁目 | 1,533世帯 | 2,957人 |

## 小・中学校の学区
市立小・中学校に通う場合、学区は以下の通りとなる。
| 丁目       | 番地 | 小学校               | 中学校             |
| ---------- | ---- | -------------------- | ------------------ |
| 新浜一丁目 | 全域 | 市川市立南新浜小学校 | 市川市立福栄中学校 |
| 新浜二丁目 | 全域 | 市川市立南新浜小学校 | 市川市立福栄中学校 |
| 新浜三丁目 | 全域 | 市川市立南新浜小学校 | 市川市立福栄中学校 |

## 施設
- 市川市立南新浜小学校
- 市川市立行徳第二保育園分園
- 市川市塩浜体育館附属青葉球場